# Miromantis thalassina
Miromantis thalassina är en bönsyrseart som beskrevs av Giglio-tos 1915. Miromantis thalassina ingår i släktet Miromantis och familjen Iridopterygidae. Inga underarter finns listade i Catalogue of Life.